# David Cooper (baseball)
Pour les articles homonymes, voir Cooper.
Pour le psychiatre du même nom, voir David Cooper.
David Fletcher Cooper (né le 12 février 1987 à Stockton, Californie, États-Unis) est un joueur de premier but des Ligues majeures de baseball sous contrat avec les Mets de New York.

## Carrière
David Cooper est le choix de première ronde des Blue Jays de Toronto en 2008. Dix-septième athlète sélectionné au total cette année-là, Cooper évolue à ce moment pour l'Université de Californie à Berkeley.
Cooper joue son premier match dans les majeures le 29 avril 2011 face aux Yankees de New York. Les Blue Jays l'utilisent comme frappeur désigné dans cette partie. Le 1er mai, à son troisième match, Cooper réussit son premier coup sûr au plus haut niveau, un simple face à un lanceur des Yankees, Ivan Nova.
Le 10 mai 2011, il frappe son premier coup de circuit, aux dépens du lanceur Daniel Bard des Red Sox de Boston. Il réussit deux circuits et obtient 12 points produits en 27 matchs pour Toronto en 2011.
En 45 matchs pour les Jays en 2012, Cooper réussit quatre circuits, produit 11 points et frappe pour ,300 de moyenne au bâton. Il est libéré par Toronto le 13 mars 2013.